# Rychnov nad Kněžnou
Rychnov nad Kněžnou (deutsch: Reichenau an der Knieschna) ist eine Stadt im Královéhradecký kraj in Tschechien. Sie ist Sitz des gleichnamigen Okres Rychnov nad Kněžnou und Mitglied der Euroregion Glacensis. Die Stadt liegt etwa 30 Kilometer östlich von Hradec Králové.

## Geographie

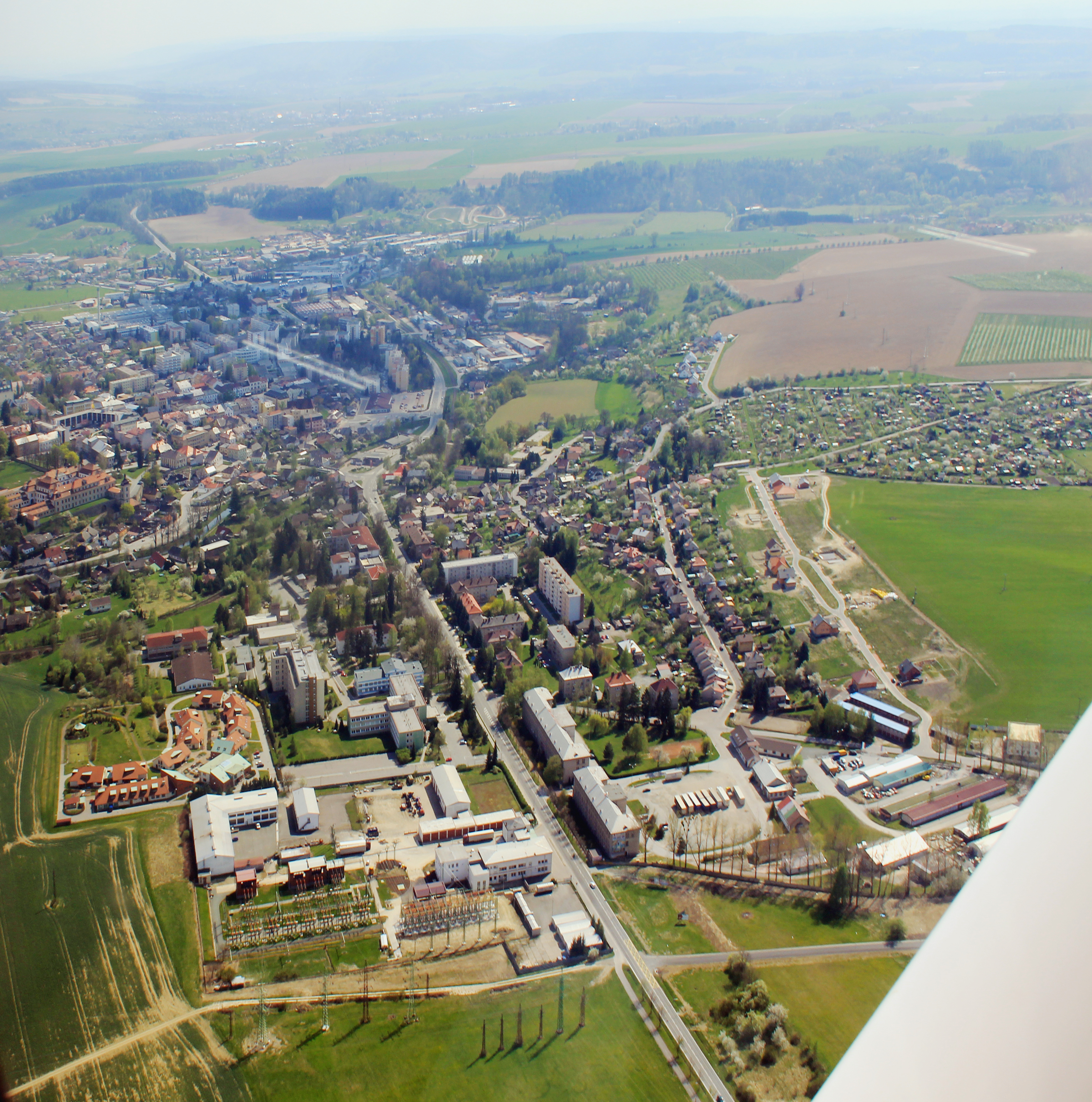
Gesamtansicht

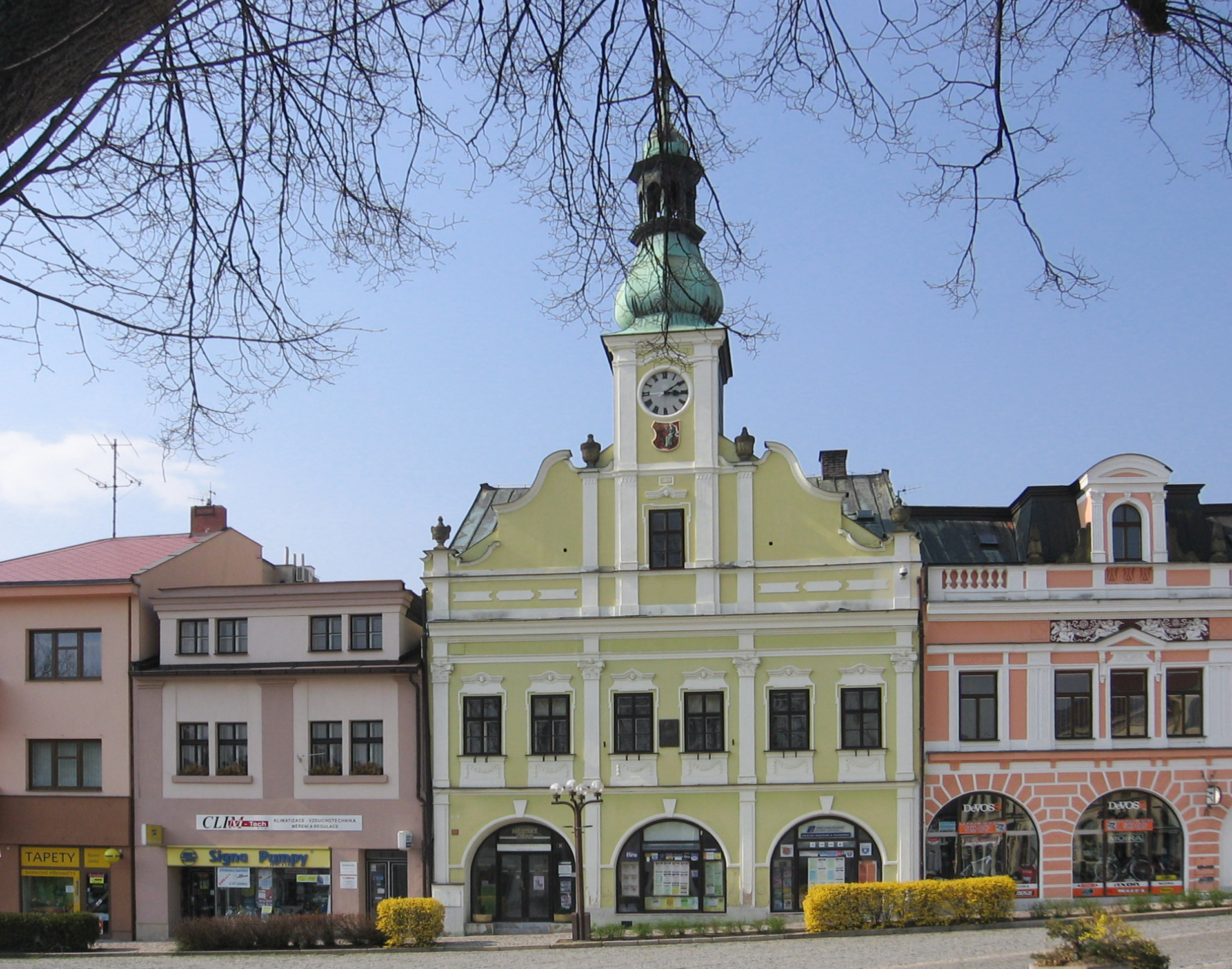
Rathaus

Rychnov nad Kněžnou liegt im Adlergebirgsvorland am Fluss Kněžná. Nachbarorte sind Skuhrov nad Bělou im Norden, Liberk im Nordosten, Rokytnice v Orlických horách im Osten, Žamberk im Südosten, Vamberk und Doudleby im Süden, Kostelec nad Orlicí und Častolovice im Südwesten, Třebešov im Westen und Solnice sowie Černíkovice im Nordwesten.

## Geschichte
Die erstmalige urkundliche Erwähnung von Reichenau erfolgte im Jahr 1258, als der königliche Kämmerer Hermann von Dürnholz (Heřman z Drnholce) in einem Dokument des späteren böhmischen Königs Přemysl Otakar II., als „Hermanus de Richenawe“ erwähnt wurde. Für das Jahr 1378 ist die Zunft der Tuchmacher belegt. Nachdem Jan und Hynek von Reichenau in den Hussitenkriegen auf Seiten der Taboriten kämpften, betrachtete Kaiser Sigismund deren Besitzungen als erledigtes Lehen und übertrug die Herrschaft Reichenau seinem Anhänger und Glatzer Landeshauptmann Puta d. J. von Častolowitz. Nach dessen Tod 1434 gelang es den Nachkommen des 1433 verstorbenen Jan von Reichenau, den Besitz wieder zu erlangen, so dass sie die Herrschaft Reichenau bis 1497 behielten. Bereits 1488 bestätigte König Vladislav II. der Stadt die Siegel- und Wappenrechte.
1497 erwarb Wilhelm II. von Pernstein die Herrschaft Reichenau, bei dessen Erben sie bis 1556 verblieb. In diesem Jahr erwarb sie der Glatzer Pfandherr Ernst von Bayern, von dem sie nach dessen Tod 1560 an seinen Neffen Albrecht von Bayern gelangte. 1561 erhob Kaiser Ferdinand I. Reichenau zur Königsstadt. Von 1577 bis 1622 gehörte Reichenau den Trčka von Lípa und der Prager Patrizierfamilie Betengel von Neuenburg. Wegen deren Beteiligung am böhmischen Ständeaufstand wurde Reichenau 1622 vom Kaiser konfisziert und rekatholisiert und 1640 an den böhmischen Vizekanzler Albrecht von Kolowrat-Liebsteinsky veräußert. 1676 bis 1690 errichtete dessen Sohn Franz Karl von Kolowrat-Liebsteinsky das Barockschloss, in dem eine Galerie mit europäischer Malerei und Familienporträts sowie eine Bibliothek mit einer Handschriftensammlung eingerichtet wurde. 1714 gründeten die Piaristen ein Gymnasium mit Kolleg in Reichenau. Von wirtschaftlicher Bedeutung waren ab der ersten Hälfte des 19. Jahrhunderts die Leinwand- und Textilweberei.

### Böhmische Brüderunität
Ab der zweiten Hälfte des 15. Jahrhunderts entwickelte sich Reichenau zu einem Zentrum der Böhmischen Brüder. Als einer ihrer ersten Anhänger ist Johann d. J. von Reichenau (1447–vor 1478) bekannt. 1467 wurde in Lhotka bei Reichenau eine Synode der Brüderunität abgehalten, auf der u. a. beschlossen wurde, eigene Priester zu ordinieren. Von 1592 bis 1602 errichtete der damalige Grundherr Christoph Betengel von Neuenburg für die Brüdergemeinde die spätgotische Dreifaltigkeitskirche.

### Jüdische Gemeinde
Bereits vor 1567 bestand in Reichenau eine jüdische Gemeinde. Der jüdische Friedhof, dessen älteste erhaltene Grabmäler aus dem Ende des 17. Jahrhunderts stammen, ist seit 1588 nachgewiesen. An der Stelle einer 1779 abgebrannten Synagoge wurde 1782 eine neue errichtet, die von der jüdischen Gemeinde bis 1939 genutzt wurde. Während der Zeit der Okkupation und nach dem Zweiten Weltkrieg während Herrschaft des Kommunismus wurde sie zweckentfremdet genutzt. Nach der Samtenen Revolution wurde sie Anfang der 1990er Jahre renoviert und dient seither als Jüdisches Museum.

## Sehenswürdigkeiten
- Rathaus auf dem Alten Marktplatz

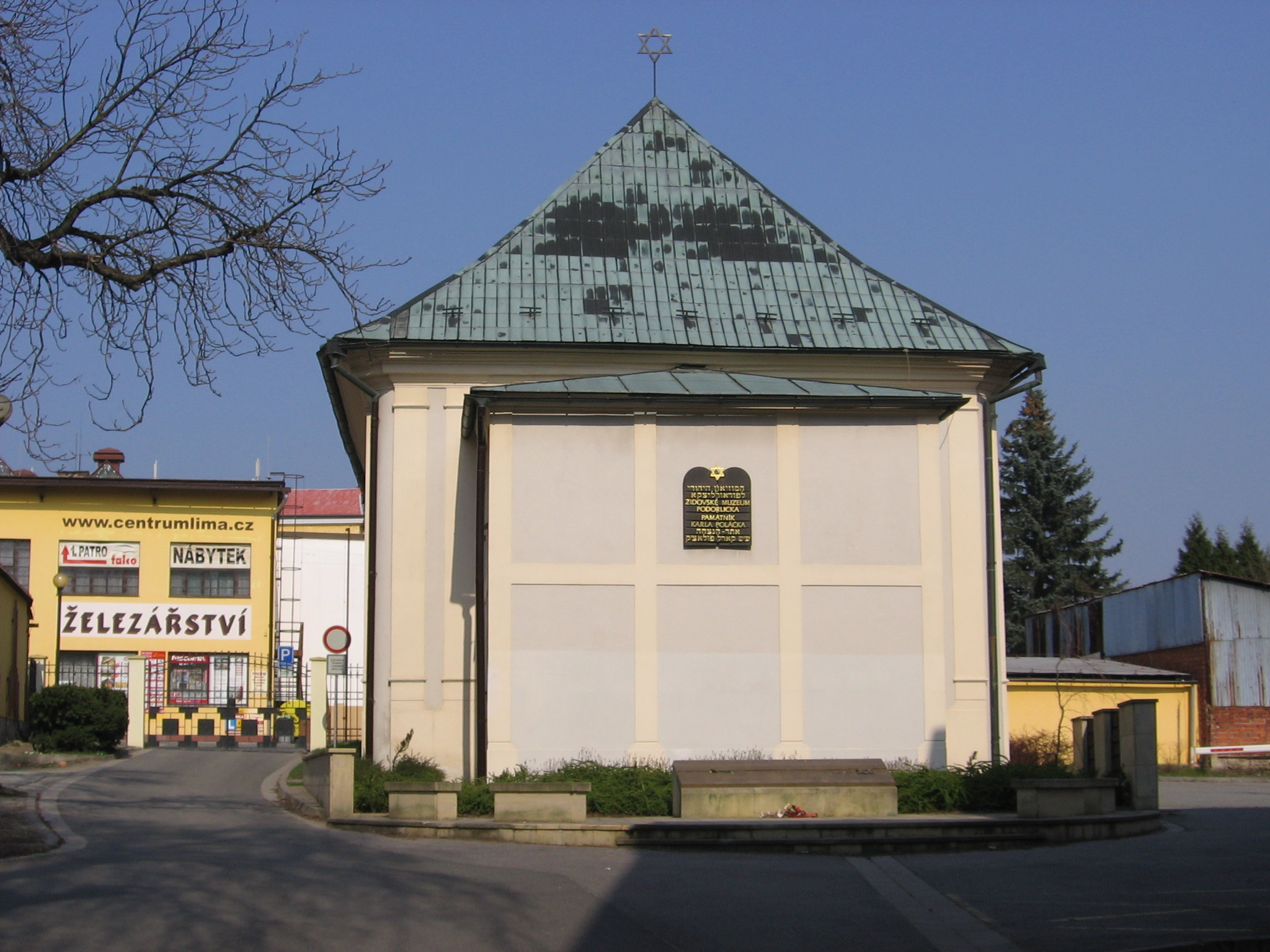
Synagoge

- Schloss Rychnov nad Kněžnou mit Bildergalerie
- Die Pfarrkirche St. Gallus ist das einzige erhaltene mittelalterliche Bauwerk von Reichenau. Sie stammt aus der zweiten Hälfte des 13. Jahrhunderts, wurde 1521 spätgotisch umgebaut und im 17. Jahrhundert barockisiert.
- Die spätgotische Dreifaltigkeitskirche wurde 1592 bis 1602 für die Brüdergemeinde errichtet und später umgebaut und mit einer barocken Fassade versehen.
- Synagoge von 1781/82 mit jüdischem Museum
- Jüdischer Friedhof von 1588

## Partnerstädte

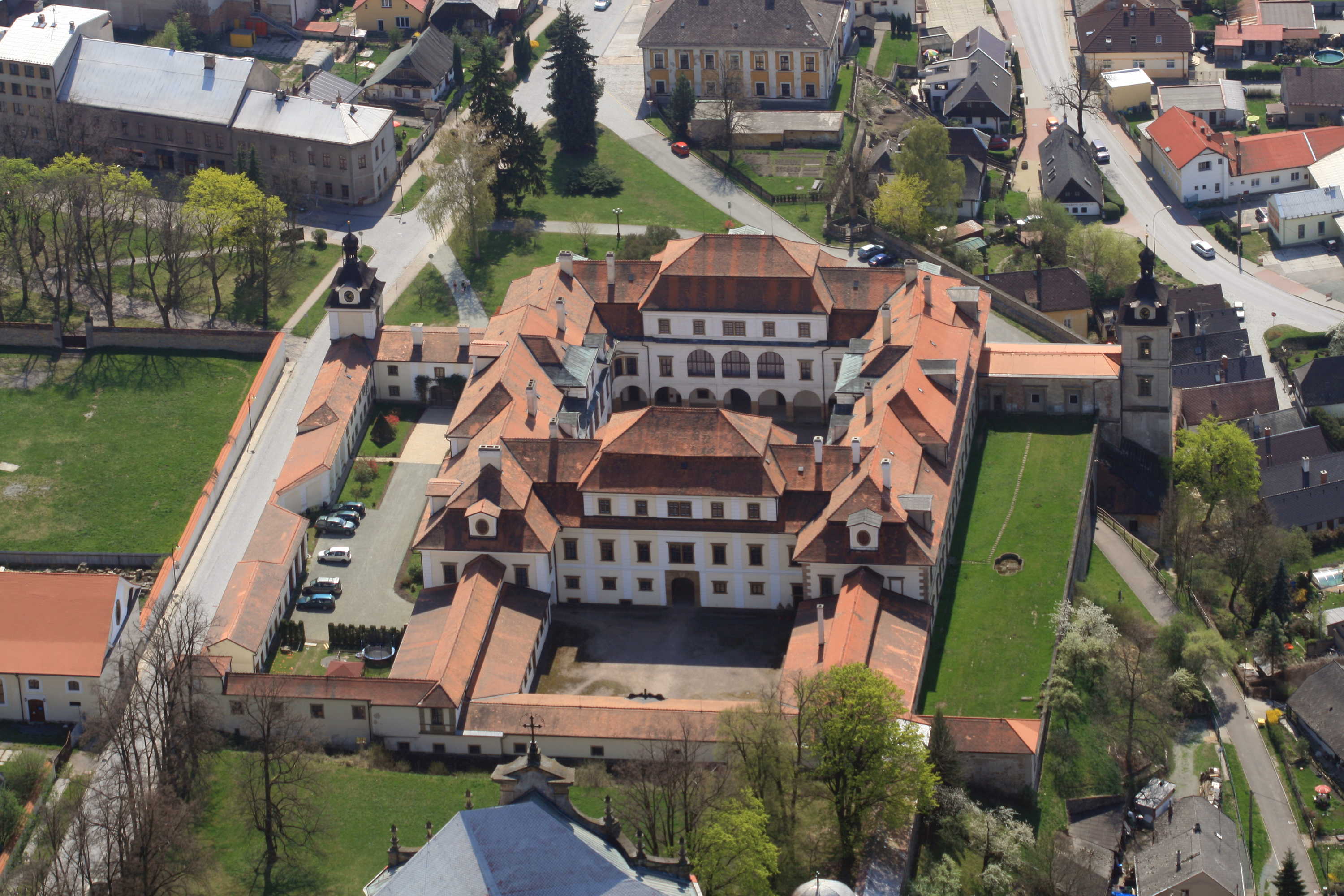
Schloss aus Luft

- Kłodzko (Polen)
- Oudewater (Niederlande)

## Stadtteile
Zur Stadt Rychnov nad Knežnou gehören die Ortschaften Dlouhá Ves (Langendorf), Habrová (Städtisch Buchen), Jámy (Gruben), Lipovka (Lindenhof), Litohrady (Lüttenburg), Lokot (Neulakot), Panská Habrová (Herrenbuchen) und Roveň (Rowen).

## Persönlichkeiten
- Norbert Leopold von Kolowrat-Liebsteinsky (1655–1716), Diplomat, Geheimer Rat, Reichshofrat, Statthalter in Prag
- Franz Martin Pelzel (1734–1801), böhmischer Historiker, Slawist und Autor
- Josef Bernhard Pelzel Edler von Pelzeln (1745–1804), Sekretär, Beamter und Ecpanditor, Bruder des Franz Martin Pelzel
- Ludwig Spiegel (1864–1926), deutsch-böhmischer Jurist
- Jindřich Štemberka (1867–1926), Landtagsabgeordneter
- František Michálek Bartoš (1889–1972), Historiker
- Stanislav Novák (1890–1945), Geiger
- Josef Karl Homma (1891–1966), Autor historischer Schriften und Direktor des Landesarchivs Burgenland
- Miroslav Krejčí (1891–1964), Komponist, Musikpädagoge und Hochschullehrer
- Karel Poláček (1892–1945), Schriftsteller und Journalist
- Rudolf Rokl (1941–1997), Jazzmusiker
- Remigius Machura (* 1960), Kugelstoßer
- Miloš Řezník (* 1970), Historiker
- Daniel Vávra (* 1975), Computerspielentwickler
- Adam Bartoš (* 1980), Politiker, Journalist und Schriftsteller
- Ivana Janečková (* 1984), Skilangläuferin
- Vojtěch Plát (* 1994), Schachgroßmeister
- Zuzana Holíková (* 1999), Skilangläuferin

In Reichenau an der Knieschna verstarb die slowakische Opernsängerin Helena Bartošová-Schützová (1905–1981).